# Castellanos (Santa Fé)
Castellanos (Santa Fé) é uma comuna da província de Santa Fé, na Argentina.